# أنطونيو كاستيلو
أنطونيو كاستيلو (بالإسبانية: Antonio Cánovas del Castillo de Rey)‏ هو مصمم أزياء تقليدية إسباني، ولد في 13 ديسمبر 1908 في مدريد في إسبانيا، وتوفي بنفس المكان في 13 مايو 1984 بسبب سرطان.

## وصلات خارجية
- أنطونيو كاستيلو على موقع IMDb (الإنجليزية)
- أنطونيو كاستيلو على موقع قاعدة بيانات برودواي على الإنترنت (الإنجليزية)
- أنطونيو كاستيلو على موقع قاعدة بيانات الأفلام السويدية (السويدية)
- أنطونيو كاستيلو على موقع قاعدة بيانات الفيلم (الإنجليزية)